# Шалавка
Шалавка (Шаловка) — река в Собинском районе Владимирской области России, правый приток реки Клязьмы. Длина — 11 км.

## Данные водного реестра
По данным государственного водного реестра России относится к Окскому бассейновому округу, водохозяйственный участок реки — Клязьма от города Орехово-Зуево до города Владимира, речной подбассейн реки — Ока ниже впадения реки Мокши. Речной бассейн реки — Ока.
Код объекта в государственном водном реестре — 09010300712210000032089.